# Посольство Украины в Нидерландах
Посольство Украины в Королевстве Нидерланды (укр. Посольство України в Королівстві Нідерланди) — дипломатическая миссия Украины в Нидерландах, находится в Гааге.

## Задача посольства
Основная задача посольства Украины в Гааге представлять интересы Украины, способствовать развитию политических, экономических, культурных, научных и других связей, а также защищать права и интересы граждан и юридических лиц Украины, находящихся на территории Нидерландов.
Посольство способствует развитию межгосударственных отношений между Украиной и Нидерландами на всех уровнях, с целью обеспечения гармоничного развития взаимных отношений, а также сотрудничества по вопросам, представляющим взаимный интерес. Посольство выполняет также консульские функции.

## История дипломатических отношений
Королевство Нидерландов признало Украину 31 декабря 1991 года. 1 апреля 1992 года между Королевством Нидерландов и Украиной были установлены дипломатические отношения. Осенью 1992 года было открыто Посольство Королевства Нидерланды в Украине. Посольство Украины в государствах Бенилюкс, в функции которого также входило представительство интересов Украины в Нидерландах, было открыто в Брюсселе летом 1993 года. Дипломатическое представительство Украины в Королевстве Нидерландов начало свою деятельность в Гааге в мае 1999 года.

## Руководители дипломатической миссии
| №  | На должности                       | посол                             | изображение | Примечания | должность                           |
| -- | ---------------------------------- | --------------------------------- | ----------- | --- | ----------------------------------- |
| 1  | 1919—1921                          | Яковлев Андрей Иванович           |             | Украинский ученый историк, юрист, общественный и политический деятель; действительный член УНТК, НОШ, руководитель Юридической Секции УВАН в Нью-Йорке. Один из основателей Музея освободительной борьбы Украины в Праге. | Руководитель дипломатической миссии |
| 2  | 31 августа 1992 — 27 апреля 1995   | Василенко Владимир Андреевич      |             | Украинский правовед-международник, заслуженный юрист Украины, Чрезвычайный и полномочный посол Украины, доктор юридических наук, профессор. С 2006 по 2010 — представитель Украины в Совете ООН по правам человека. В 2018 году избран аудитором НАБУ по квоте Верховной Рады. | Посол (по совместительству)         |
| 3  | 3 ноября 1995 — 17 апреля 1998     | Тарасюк Борис Иванович            |             | Украинский дипломат и политический деятель, постоянный представитель Украины при Совете Европы (с 2019). Дважды Министр иностранных дел Украины (1998—2000, 2005—2007), СоПрезидент Парламентской ассамблеи "Восточного партнёрства (2005—2011, 2018—2019). | Посол                               |
| 4  | 30 сентября 1998 — 28 января 2000  | Грищенко Константин Иванович      |             | Украинский политик и дипломат. С момента обретения Украиной независимости, Константин Грищенко последовательно занимал ряд высоких государственных должностей с полномочиями от сферы контроля над вооружениями и региональной безопасности к образованию и здравоохранению. В 2012—2014 гг. — в должности вице-премьер-министра Украины, дважды назначался министром иностранных дел Украины (в 2003—2005 гг. и 2010—2012 гг.), а также первым заместителем Секретаря Совета национальной безопасности и обороны Украины (в 2008—2010 гг.). Уникальная дипломатическая карьера Константина Грищенко — он возглавлял дипломатические представительства Украины в трёх ключевых центрах мировой политики: Брюсселе (1998—2000 гг.), Вашингтоне (2000—2003 гг.) и Москве (2008—2010). | Посол (по совместительству)         |
| 5  | 14 июня 2000 — 8 июля 2002         | Хандогий Владимир Дмитрович       |             | Украинский дипломат. Исполнял обязанности министра иностранных дел Украины с марта по октябрь 2009 года. | Посол                               |
| 6  | 12 июля 2002 — 3 ноября 2005       | Марков Дмитрий Ефимович           |             | Украинский дипломат. Чрезвычайный и полномочный посол Украины. | Посол                               |
| 7  | 5 ноября 2005 — 15 февраля 2008    | Купчишин Александр Михайлович     |             | Украинский дипломат. Чрезвычайный и полномочный посол Украины во Французской Республике. | Посол                               |
| 8  | 17 июня 2008 — 29 июня 2010        | Корзаченко Василий Григорьевич    |             | Украинский дипломат. Чрезвычайный и полномочный посол Украины. | Посол                               |
| 9  | 2010—2011                          | Квас Илья Евгеньевич              |             | Украинский дипломат. Чрезвычайный и полномочный посол. | Временно поверенный                 |
| 10 | 4 марта 2011 — 17 марта 2017       | Горин Александр Олегович          |             | Украинский дипломат. Чрезвычайный и полномочный посол. | Посол                               |
| 11 | 8 августа 2017 — 6 апреля 2021     | Ченцов Всеволод Валерьевич        |             | Украинский дипломат. Чрезвычайный и полномочный посол. Чрезвычайный и полномочный посол Украины в Нидерландах (2017—2021). Представитель Украины в Организации по запрещению химического оружия (2017—2021). | Посол                               |
| 12 | 13 декабря 2021 — 27 сентября 2022 | Кононенко Максим Алексеевич       |             | Украинский дипломат. Чрезвычайный и полномочный посол. | Посол                               |
| 13 | 10 мая 2023 — 29 ноября 2024       | Карасевич Александр Александрович |             | Украинский дипломат. Чрезвычайный и полномочный посол. | Посол                               |
| 14 | с 7 апреля 2025                    | Костин Андрей Евгеньевич          |             | Представитель Украины в Организации по запрещению химического оружия по совместительству | Посол                               |